# داماستوک
داماستوک (به لاتین: Dammastock) یک کوه در سوئیس است که در کانتون وله واقع شده‌است. داماستوک ۳٬۶۳۰ متر بالاتر از سطح دریا واقع شده‌است.